# Вайнштейн Тимур Леонідович
Тимур Леонідович Вайнштейн (нар. 1 березня 1974, Баку) — російський теле- і кінопродюсер, засновник групи компаній «Вайт Медіа», заступник генерального директора - генеральний продюсер АТ «Телекомпанія НТВ», академік Міжнародної телевізійної академії.

## Життєпис
З 1991 року — художній керівник команди КВН «Хлопці з Баку». Чемпіон Вищої ліги КВН (1992), володар Літнього кубка 1995 року. У 2000 році «Хлопці з Баку» під художнім керівництвом Тимура Вайнштейна стали переможцями «Турніру кращих команд КВН XX століття».
У 1996 році закінчив Азербайджанський державний медичний університет за фахом лікар-психіатр.

## Санкції
Заступник генерального директора телеканалу НТВ (з 2015), одного з провідних компаній Росії, який розповсюджує наративи кремля щодо розв'язаної росії війни в Україні Тимур Леонідович Вайнштейн доданий до санкційних списків різних країн.